# Zentralbank von Osttimor
Die Zentralbank von Osttimor (portugiesisch Banco Central de Timor-Leste, BCTL; tetum Banku Sentrál Timor-Leste, BSTL) ist die Zentralbank der südostasiatischen Inselrepublik Osttimor. Sie ist keine Notenbank, da der US-Dollar die offizielle Notenwährung im Land ist. Sie ist jedoch die Münzprägeanstalt für den Centavo, die dem US-Cent gleichgestellte Münze Osttimors. Die BCTL hat ihren Sitz in der Avenida Xavier do Amaral (ehemals Avenida Bispo Medeiros) in der Hauptstadt Dili.

## Geschichte

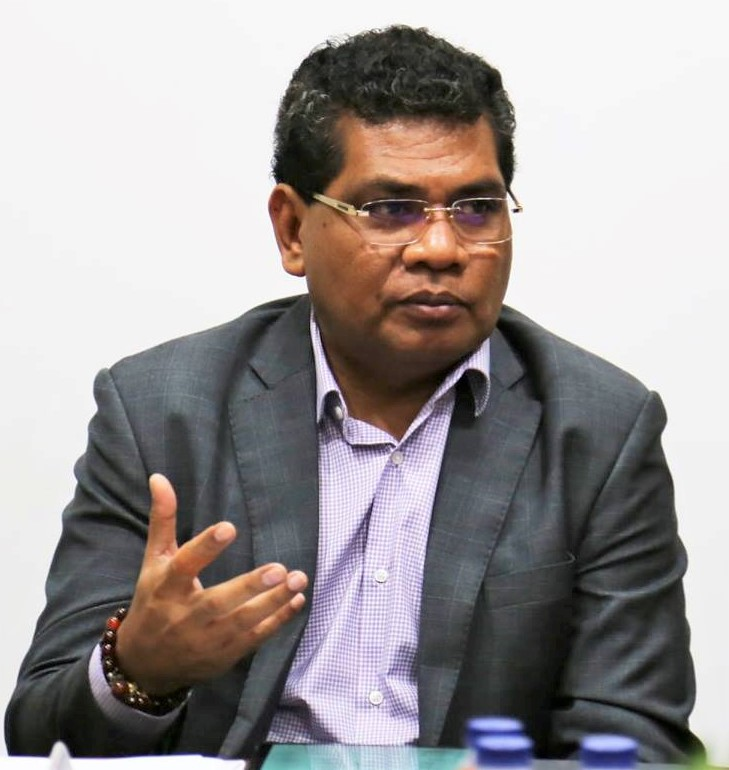
Zentralbankgouverneur Abraão de Vasconselos (2019)

Das Land wurde nach der Ankunft der Portugiesen 1512 portugiesische Kolonie. Die portugiesische Banco Nacional Ultramarino (BNU) fungierte als Zentralbank der Kolonien und war seit 1912 in Osttimor mit eigener Niederlassung präsent. Sie gab für die Kolonie als Währung seit 1894 die Pataca Portugiesisch-Timors heraus. 1956 wurde der Pataca durch den Escudo von Portugiesisch-Timor ersetzt.
Nach der Nelkenrevolution am 25. April 1974 in Portugal erklärte sich Osttimor am 28. November 1975 für unabhängig. Neun Tage später begann jedoch die offene Invasion des Gebietes durch Indonesien. In der Folge galt in Osttimor ab 1976 die Indonesische Rupiah.
Nach 24 Jahren Guerillakrieg und dem Unabhängigkeitsreferendum in Osttimor 1999 kam das Land unter UN-Verwaltung. Am 20. Mai 2002 wurde Osttimor wieder in die Unabhängigkeit entlassen. Zu den verschiedenen, bereits während der Übergangsverwaltung der Vereinten Nationen für Osttimor (UNTAET) geschaffenen Institutionen Osttimors gehörte 2001 die Behörde für Bank- und Zahlungswesen (portugiesisch Autoridade Bancária e de Pagamentos ABP, englisch Bank Payment Authority BPA).
Mit dem Gesetz Nr. 5/2011 vom 13. September 2011 wurde aus der bisherigen Behörde die neue Zentralbank Banco Central de Timor-Leste. Gouverneur der Zentralbank wurde der ehemalige BPA-Chef Abraão de Vasconselos. Stellvertretende Gouverneurin zur Überwachung des Bankwesens wurde Nur Aini Djafar Alkatiri, stellvertretender Gouverneur für das Banken und Zahlungssystem Venancio Alves Maria. Weitere Mitglieder des Präsidiums waren Madalena Boavida, Aicha Bassarewan, Elizário Ferreira und Francisco da Costa Guterres. Später wurde Alkatiri von Rafael Borges und 2020 Ferreira von Benjamim de Araújo e Côrte-Real abgelöst.
Am 13. September 2023 löste der bisherige Vizefinanzminister Hélder Lopes Vasconselos als Gouverneur der Zentralbank ab. Stellvertreter sind wieder Venancio Alves Maria und Rafael Borges. Weitere Mitglieder des Verwaltungsrates sind Benjamim de Araújo e Côrte-Real, Laurentina Domingas Barreto Soares und João Mariano Saldanha.

## Struktur und Tätigkeiten

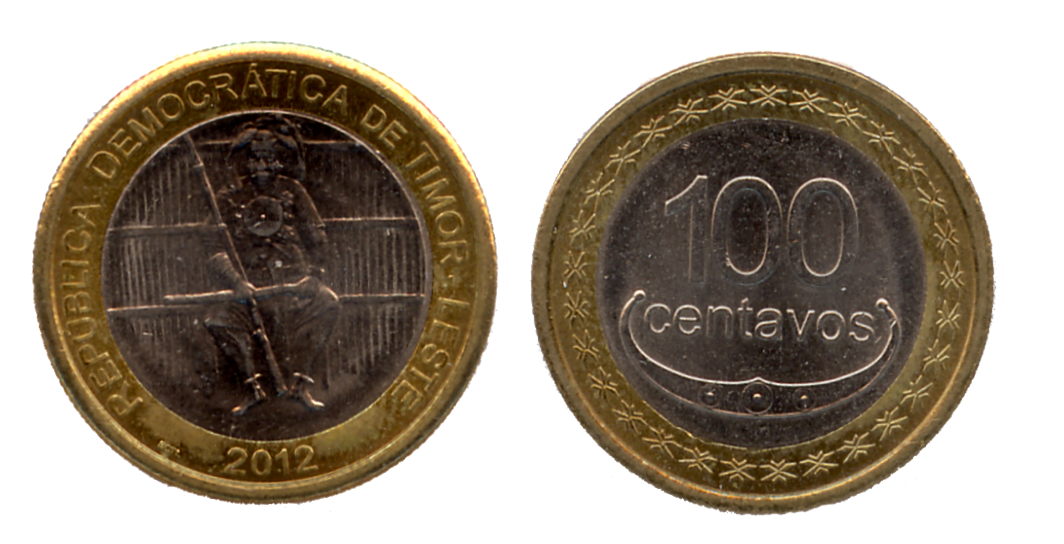
Rück- und Vorderansicht der 100-Centavos-Münze, die zunächst die erste Sondermünze Osttimors war und später reguläres Zahlungsmittel wurde. Bis 2017 war sie die Münze mit dem höchsten Nennwert

Die BCTL gibt bisher nur die Münzen Osttimors aus, während der US-Dollar weiter Landeswährung ist.(Stand 2014)
Neben ihren klassischen Aufgaben als Zentralbank obliegt ihr zudem die Verwaltung des staatlichen Ölfonds, dem Fundo Petrolífero, der dem Finanzminister untersteht. In diesem Fonds werden ein Teil der Öleinnahmen des Landes gesammelt und weltweit investiert.
Die Zentralbank ist in vier Hauptabteilungen (Departamentos) strukturiert:
- Departamento da Supervisão do Sistema Financeiro (Finanzmarktaufsicht)
- Departamento de Pagamentos (Zahlungsverkehr)
- Departamento de Administração (Verwaltung)
- Departamento do Fundo Petrolífero (Ölfonds)

Darunter kommen drei unabhängige Abteilungen:
- Contabilidade e Orçamento (Buchführung und Finanzhaushalt)
- Economia e Estatísticas (Wirtschaft und Statistiken)
- Tecnologias de Informação (Informationstechnologien)

Daneben existieren zwei Spezialabteilungen:
- Gabinete Jurídico (Juristisches Büro)
- Gabinete de Auditoria Interna (Internes Richteramt)